# Joseph Luns
Joseph Marie Antoine Hubert Luns (Rotterdam, 17 aprile 1911 – Bruxelles, 17 luglio 2002) è stato un politico e diplomatico olandese.

## Biografia
In gioventù era stato membro del movimento nazionalsocialista dei Paesi Bassi (NSB) ma che lasciò nel 1936 prima che questo partito scegliesse un corso fortemente antisemita e aderì al partito popolare cattolico. Nel 1938 entrò nel servizio diplomatico. Da Lisbona dal 1941, mentre il suo paese era occupato dai tedeschi, svolse opera di controspionaggio a favore degli alleati.
Delegato dei Paesi Bassi alle Nazioni Unite dal 1949 al 1952, nel 1952 divenne ministro degli esteri del suo Paese, mantenendo la carica per 19 anni, fino al 1971.
In quell'anno divenne segretario generale della NATO fino al 1983.
Durante l'estate del 1974, quando l'esercito turco invase la Repubblica di Cipro, due paesi membri della NATO, la Turchia e la Grecia, stavano sulla soglia di una guerra. In quella occasione, sollecitato dal nuovo premier democratico Karamanlis, Luns come Segretario Generale della NATO si rifiutò di intervenire verso l'aggressore e stabilì quella che poi passò nella storia della NATO come "Dottrina Luns". La "Dottrina Luns", in vigore fino ad oggi, dice che la NATO non può intervenire in alcun modo nelle controversie tra paesi membri.